# Cowboys
I Cowboys furono una banda di criminali attivi in Arizona negli anni ottanta del XIX secolo.
La maggior parte delle attività illegali perpetrate dai membri della banda avveniva nei dintorni della città di Tombstone, a quel tempo un attivo centro minerario per la vicina presenza di giacimenti d'argento.

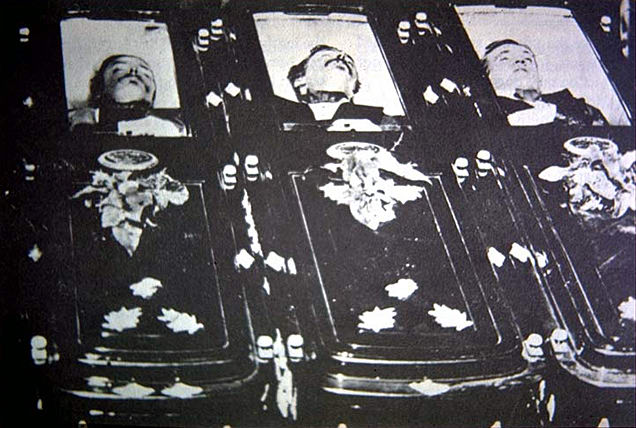
Le salme di Tom McLaury, Frank McLaury e Billy Clanton (da sinistra a destra) composte dopo la sparatoria all'O.K. Corral.

La banda divenne famosa quando cinque dei suoi membri (Billy Claiborne, Frank McLaury, Tom McLaury, Billy Clanton e Ike Clanton) duellarono con i fratelli Earp (Wyatt Earp, Morgan Earp e Virgil Earp) e Doc Holliday nella famosa sparatoria all'O.K. Corral il 26 ottobre 1881, a Tombstone. I due McLaury vennero uccisi, così come Billy Clanton.
L'evento, seguito dall'omicidio di Morgan Earp il 18 marzo del 1882, aprì una faida tra i Cowboys e gli Earp ed avviò la serie di episodi di guerriglia noti come la Vendetta degli Earp (20 marzo-15 aprile 1882) o Guerra dell'Arizona.

## Storia

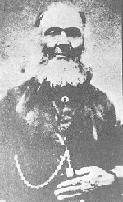
Newman Haynes "Old Man" Clanton, circa 1880.

Il termine cowboy aveva in Arizona una valenza negativa e indicava non tanto il mandriano quanto il brigante privo di controllo che scorrazzava in città e nella campagna, spesso implicato nella maggior parte dei delitti. A differenza delle moderne gang, le bande di cowboys non avevano delle strutture formali ed erano legate solo da rapporti di parentela o d'interesse momentaneo. I vari cowboys non seguivano gli ordini di un capo ma collaboravano fra loro solo per amicizia o complicità.
La prima banda di cowboys si sviluppò intorno al ranch dell'allevatore "Old Man" Clanton, lungo il Fiume San Pedro, fuori Charleston (Arizona). Clanton utilizzava i suoi mandriani per razziare bestiame in Messico, finendo così per attirare intorno a sé anche noti pistoleri come William Brocius o Johnny Ringo, che divennero amici di suo figlio Ike Clanton.
Nonostante la pessima fama che i cowboys andavano guadagnandosi nelle campagne dell'Arizona, nel ricco centro minerario di Tombstone gli uomini dei Clanton non godevano di cattiva reputazione: molti uomini d'affari li consideravano infatti come una fonte di ricchezza per i loro saloons e per le case da gioco. Se, infatti, Ike Clanton non era benvisto causa il comportamento violento quando era ubriaco, il suo giovane fratello Billy Clanton era molto popolare.

### Le attività della banda
Nel suo volume, Billy Breakenridge, poi vice-sceriffo di Johnny Behan, traccia un'accurata descrizione delle attività dei Cowboys e della loro dislocazione sulle terre circostanti Tombstone:
- Oltre al ranch di "Old Man" Clanton, i Cowboys potevano contare sul ranch dei McLaury (Frank e Tom) a Sulphur Spring Valley e sull'avamposto di Galeyville, controllato da Brocius;
- Seguendo il corso del Fiume San Pedro, i contrabbandieri messicani importavano argento in Arizona; attraverso il Guadalupe Canyon e lo Skeleton Canyon, i ladri di bestiame statunitensi sconfinavano in Messico per compiere le loro razzie; contrabbandieri e razziatori si derubavano spesso vicendevolmente;
- Da Galeyville, Brocius e Ringo controllavano le razzie in territorio messicano; appostati lungo il San Pedro e ad Agua Prieta, vicino Sulphur Spring, i Clanton-McLaury sorvegliavano la rotta dei contrabbandieri.

Sempre il testo di Breakenridge fornisce informazioni su due "colpi" messi a segno dai Cowboys; entrambi gli episodi, costati in totale oltre una decina di vite umane ai messicani, sono ricordati come il Massacro di Skeleton Canyon:
- Una razzia ai danni di un ranch messicano nel nord di Sonora (primavera 1879), seguito da uno scontro a fuoco con dei Rurales messicani sconfinati in Arizona per farsi giustizia;
- Un vittorioso attacco ai danni di contrabbandieri d'argento nel luglio del 1881.

Il testo di Burns, cita invece la testimonianza di tale Rube Hadden cui il cowboys Milt Hicks avrebbe parlato di una seconda razzia di bestiame, 300 capi in tutto, nell'estate del 1881 (luglio-agosto), seguita da un violento scontro a fuoco tra Brocius, Ringo ed i loro uomini e dei vacheros costato altri quattordici morti ai messicani.

### Tombstone, gli Earp ed iCowboys

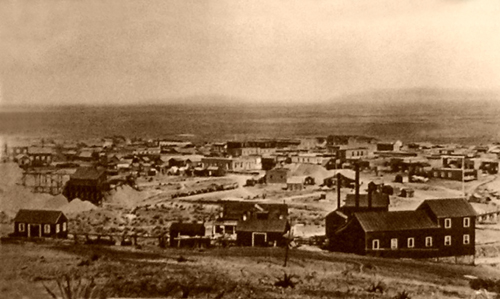
Tombstone, a. 1881.

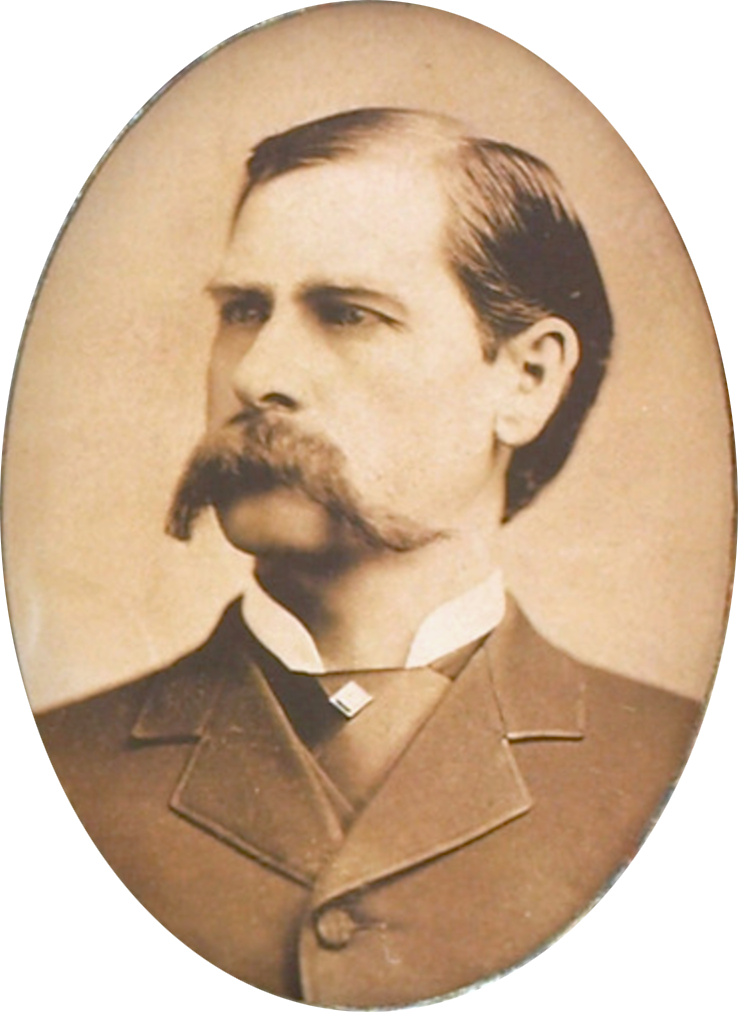
Wyatt Earp

Nel 1880 i fratelli Earp s'insediarono a Tombstone: James Earp avviò una casa da gioco, Virgil Earp divenne sceriffo e prese come propri aiutanti i fratelli minori Morgan Earp e Warren Earp, Wyatt Earp divenne vice-sceriffo della Contea di Pima, a quel tempo comprendente la città di Tombstone.
I dissapori tra gli Earp ed i Cowboys cominciarono rapidamente.
Il 28 ottobre Wyatt e Morgan Earp arrestavano Brocius per l'omicidio involontario dello sceriffo di Tombstone Fred White, segnando l'inizio formale dei dissapori.
Nel 1881, Wyatt Earp perse la corsa a primo sceriffo della neonata Contea di Cochise in favore di Johnny Behan, forse già all'epoca avvicinatosi ai Cowboys Clanton. Nell'agosto dello stesso anno, "Old Man" Clanton restò ucciso nel Massacro di Guadalupe Canyon, quasi certamente in una ritorsione per i fatti occorsi a Skeleton Canyon (v. Massacro di Skeleton Canyon). La morte di "Old Man" privò, di fatto, i Cowboys di ciò che potremmo definire la loro "guida assennata".
A Tombstone, le tensioni tra Ike, Ringo, Brocius, gli Earp e Holliday peggiorarono. Con il pretesto di far rispettare l'ordinanza cittadina sulla proibizione di portare armi da fuoco a Tombstone, il 26 ottobre Wyatt, Virgil e Morgan Earp, insieme a Doc Holliday, affrontarono Ike ed il fratello Billy Clanton, affiancati da Billy Claiborne, Frank McLaury e Tom McLaury nella Sparatoria all'O.K. Corral. Quali che fossero le reali intenzioni omicide dei contendenti, vennero sparati trenta colpi d'arma da fuoco in trenta secondi: Ike Clanton e Claiborne fuggirono; Virgil e Morgan Earp vennero feriti, Billy Clanton ed i McLaury vennero uccisi.
Dopo la sparatoria dell'O.K. Corral, Wyatt Earp e Doc Holliday, privi della carica formale di vice-sceriffi, vennero messi sotto processo. Il procedimento, guidato dal giudice di pace Spicer, si chiuse però con una piena assoluzione di Wyatt e Doc. La contesa con i Cowboys degenerò così in una vera e propria faida. In risposta alle morti Clanton-McLaury, i Cowboys organizzarono degli agguati ai danni degli Earp. Virgil venne ferito il 28 dicembre 1881; sopravvisse ma gli venne amputato il braccio ferito. Morgan fece spostare a Colton (California) la moglie, presso la magione di famiglia, per tenerla al sicuro. Il 18 marzo 1882, Morgan Earp venne assassinato in una sala da biliardo.

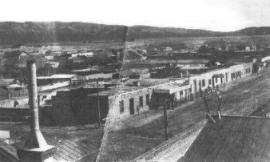
Tucson, a. 1880.

Subito dopo l'omicidio di Morgan Earp, Wyatt prese accordi per spostare la salma del fratello a Colton. Il cadavere venne caricato su di una carrozza e scortato da James Earp, mentre vennero presi accordi per scortare fino a Colton anche Virgil e la moglie. Wyatt e Warren Earp, insieme a Doc Holliday, "Turkey Creek" Jack Johnson e Sherman McMasters scortarono Virgil fino alla stazione ferroviaria di Benson (Arizona). Informati del fatto che i cowboys Ike Clanton, Frank Stilwell e Hank Swilling erano appostati a Tucson, Wyatt ed i suoi decisero di scortare Virgil fino in città. La sera del 20 marzo, Virgil e la moglie presero il treno da Tucscon. Mentre pattugliavano i binari, Wyatt ed i suoi scorsero Stilwell ed un secondo uomo, forse Ike, appostati su di un pianale. Wyatt Earp freddò Frank Stilwell a colpi di doppietta, mentre il treno di Virgil lasciava la stazione. Ike Clanton, scampato all'attacco di Wyatt, testimoniò poi che lui e Stilwell si erano portati alla stazione ferroviaria per incontrare gli Earp ma perché informati che Wyatt era a Tucson con l'intento di ucciderli, non con il proposito di nuocere a Virgil.
L'omicidio di Frank Stilwell, a quel tempo vice dello sceriffo Behan, fece di Wyatt un assassino punibile secondo la legge federale. Il 21 marzo, mentre la banda di Wyatt rientrava a Tombstone, il giudice di pace della Contea di Pima, Charles Meyer, inviava allo sceriffo Behan un telegramma intimandogli di arrestare Wyatt e Warren Earp, Holliday, Johnson e McMasters, soggetti ad un mandato di comparizione perché sospettati dell'omicidio di Stilwell. L'addetto al telegrafo di Tombstone era però un amico di Wyatt e non mostrò il messaggio a Behan fin quando la banda degli Earp, ora allargatasi a comprendere anche il pistolero "Texas Jack" Vermillion, non fu pronta per lasciare la città. Behan cercò di fermare Wyatt ma non ci riuscì. Il vice-sceriffo Breakenridge sostenne poi che la banda Earp avesse minacciato con le armi Behan ed un secondo uomo, Dave Neagle, che lo accompagnava. Wyatt Earp ed i suoi lasciarono Tombstone, mentre Behan organizzava rapidamente una banda per inseguirli, nominando sui aiutanti alcuni Cowboys tra cui Ringo ed un parente di Ike, Phineas Clanton.

### La fine deiCowboys
Il 22 marzo, Wyatt Earp raggiunse il campo di Pete Spencer tra le Montagne Dragoon e freddò, nella Sparatoria di South Pass, Florentino "Indian Charlie" Cruz.
Il 24 marzo, Wyatt ed i suoi si scontrarono con "Curly Bill" Brocius, Pony Diehl, Johnny Barnes, Frank Patterson, Milt Hicks, Bill Hicks, Bill Johnson, Ed Lyle, Johnny Lyle e Dave Rudabaugh nella Sparatoria di Iron Springs, tra le Whetstone Mountains. Wyatt freddò Brocius con un colpo di doppietta, poi ferì mortalmente Barnes al petto con la sua Buntline Special e colpì Hicks al braccio.
Il 14 luglio, Johnny Ringo venne trovato morto sotto un albero a Turkey Creek Canyon, ad un giorno di marcia da Tombstone, freddato da un colpo alla testa. Le condizioni in cui venne rinvenuto il cadavere fecero supporre un suicidio ma, anni dopo, Josephine Marcus sostenne che l'ultimo Cowboys era stato eliminato da Doc Holliday con un colpo di fucile, da notevole distanza. Secondo Josephine, Doc e Wyatt si sarebbe appositamente ritrovati in segreto a Tombstone onde chiudere una volta per tutte il conto per la morte di Morgan Earp. La morte di Ringo, a prescindere dalla veridicità della Sparatoria di Turkey Creek Canyon, chiuse definitivamente la faida tra gli Earp ed i Cowboys.

## Membri della banda dei Cowboys
- Newman "Old Man" Clanton (1816-1881), patriarca dei Clanton e presunto fondatore della banda, ucciso da ignoti nel Massacro di Guadalupe Canyon;
- Ike Clanton (1847-1887), figlio di "Old Man" Clanton;
- Billy Clanton (1862-1881), fratello minore di Ike, ucciso dagli Earp nella Sparatoria all'O.K. Corral;
- Phineas Clanton (1843-1906), altro fratello di Ike;
- Johnny Ringo (1850-1882), indicato da alcune fonti come il capo della banda, the King of Cowboys;
- William Brocius (1845-1882), leader della banda insieme a Ringo, ucciso da Wyatt Earp nella Sparatoria di Iron Springs;
- Billy Claiborne (1860-1882);
- Frank McLaury (1848-1881), ucciso dagli Earp nella Sparatoria all'O.K. Corral;
- Tom McLaury (1853-1881), ucciso dagli Earp nella Sparatoria all'O.K. Corral;
- Alex Arnett;
- Johnny Barnes;
- Johnny Behan (1844-1912), sceriffo della Contea di Cochise, implicato nelle attività della banda;
- Tall Bell;
- Jim Crane;
- Florentino "Indian Charlie" Cruz (...-1882), ucciso da Wyatt Earp nella Sparatoria di South Pass;
- Pony Diehl, già complice di John Kinney e Jessie Evans, dopo la guerra della contea di Lincoln si unì ai Cowboys; sopravvisse alla Sparatoria di Iron Springs salvo poi essere arrestato per rapina e furto di bestiame;
- Harry Ernshaw;
- William Harrison;
- Jake Gauze;
- Dick “Dixie” Gray;
- Charlie Greene;
- Billy Grounds;
- Harry Head;
- Milt Hicks;
- Jim Hughs;
- Zwing Hunt;
- Sandy King (1852?-1881), lasciò la banda nel 1881, poco prima dell'avvio della contesa con gli Earp;
- Billy Lang;
- John McGill;
- Jake McKenzie;
- Sherman McMasters (1853-1892?), lasciò la banda dopo l'omicidio di Morgan Earp e si schierò al fianco di Wyatt Earp; secondo alcune fonti, McMasters sarebbe sempre stato un "infiltrato", tra i Cowboys, forse al soldo dei Texas Rangers forse della Wells Fargo[13];
- “Rattlesnake Bill”;
- Dave Rudabaugh (1854-1886), già complice di Mike Roarke, Dan Dement e Billy the Kid, si unì alla banda dopo la sua evasione nel 1881; partecipò alla Sparatoria di Iron Springs nel 1882 e lasciò i Cowboys quando questi si sciolsero, dopo la Vendetta degli Earp;
- Bud Snow;
- Pete Spencer;
- Frank Stilwell (1856-1882), aiutante dello sceriffo Johnny Behan, assassinato da Wyatt Earp a Tucson;
- Hank Swilling;
- William "Russian Bill" Tattenbaum (1853-1881), lasciò la banda nel 1881, poco prima dell'avvio della contesa con gli Earp;
- Charlie Thomas.

## Galleria d'immagini

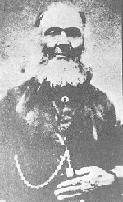
”Old Man” Clanton
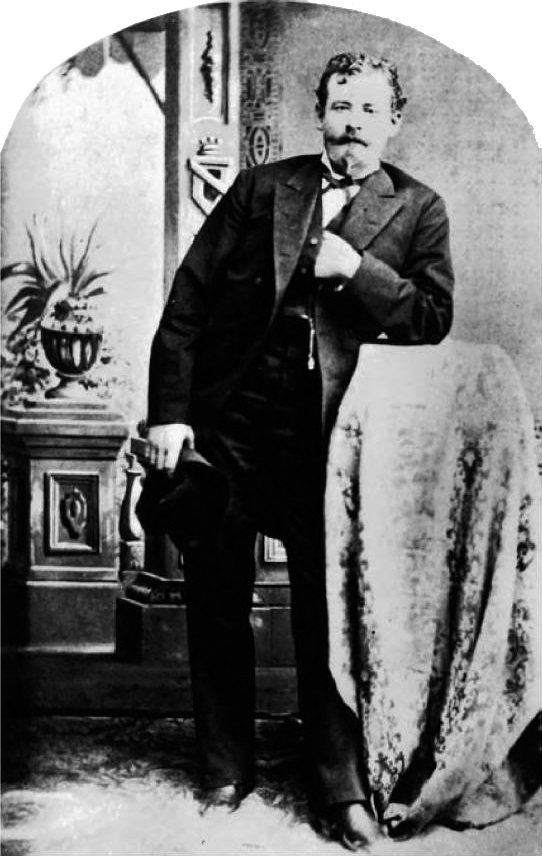
Ike Clanton
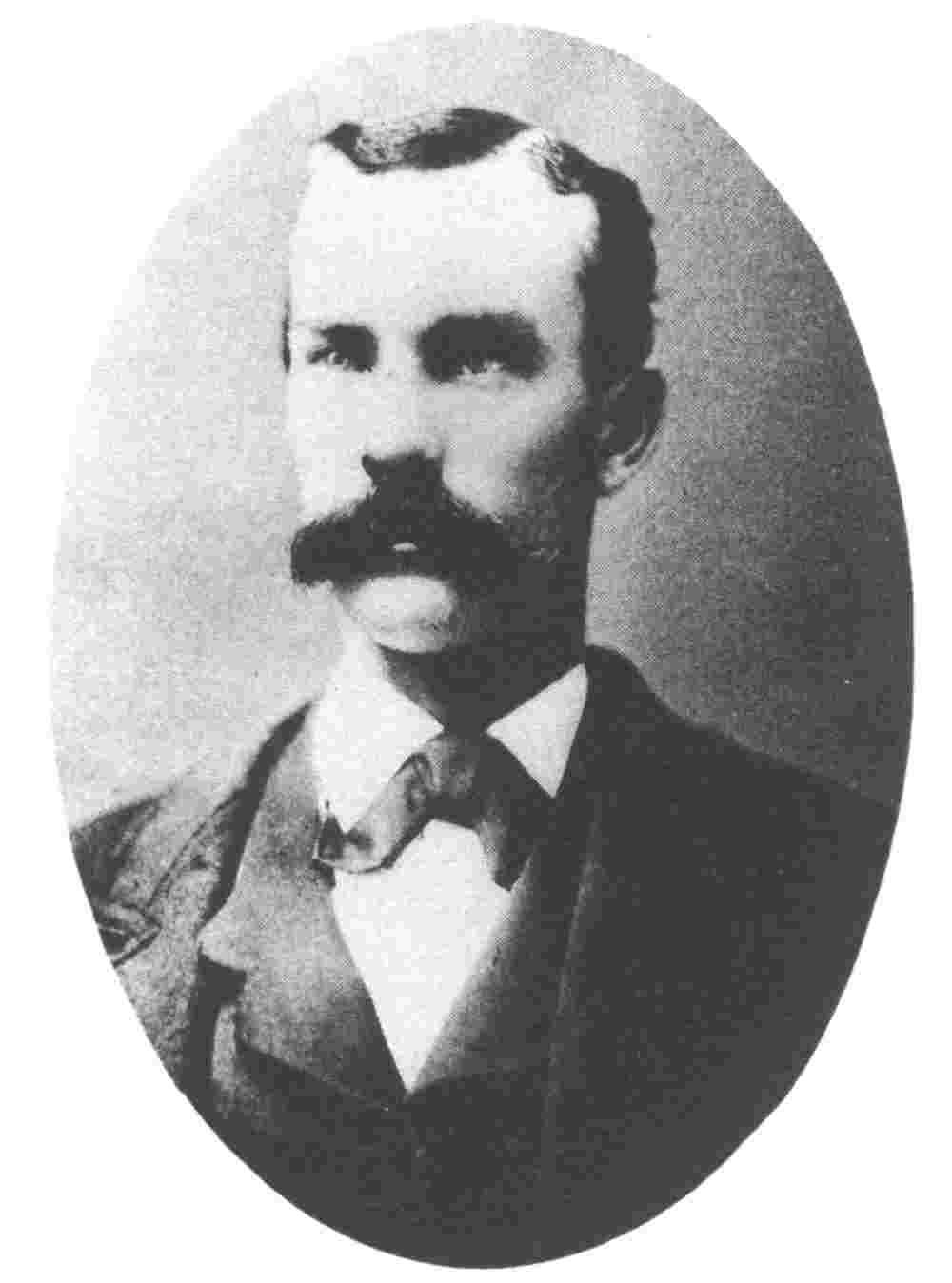
Johnny Ringo
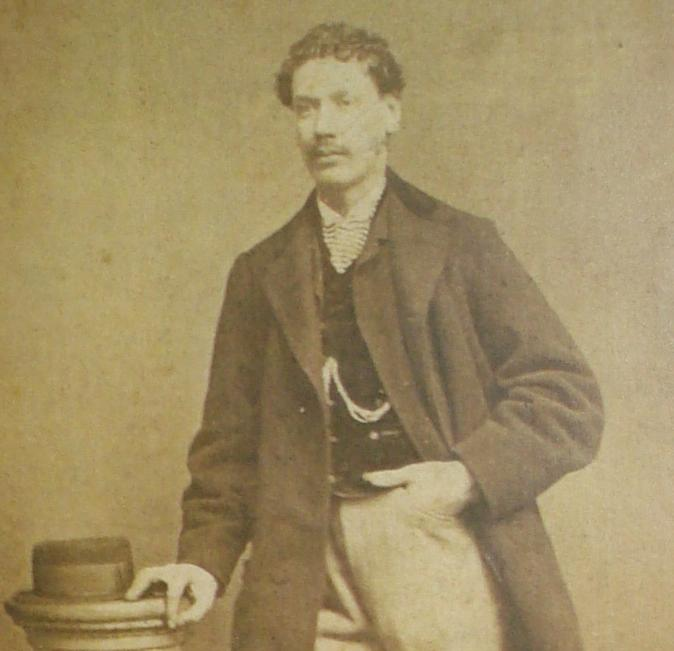
William “Curly Bill” Brocius
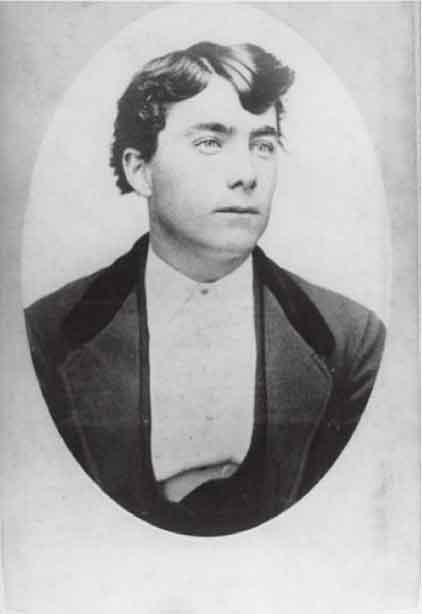
Tom McLaury
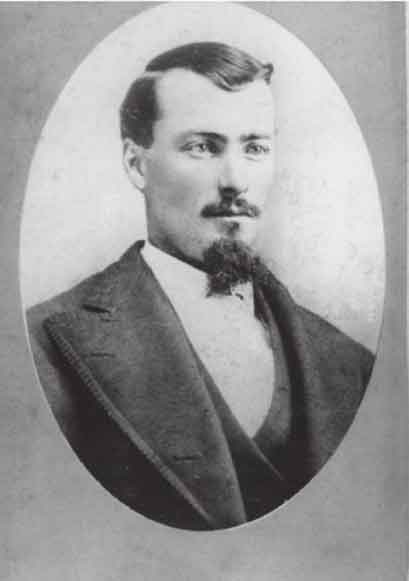
Frank McLaury
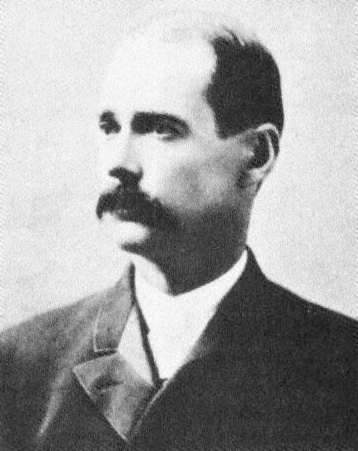
Johnny Behan

### Fonti
- Breakenridge, Billy (1928), Helldorado: Bringing the Law to the Mesquite, Boston, ed. Richard M. Brown, University of Nebraska Press, 1992, ISBN 0-8032-6100-4. Nel volume del ex-aiutante di Behan, la figura di Wyatt Earp viene presentata in chiave apertamente negativa. Il punto di vista di Breakenridge aiuta però notevolmente a stemperare i toni aulici di Lake.
- Burns, Walter Noble (1927), Tombstone, an Iliad of the West, ed. Casey Tefertiller, University of New Mexico Press, 1999, ISBN 0-8263-2154-2.
- Lake, Stuart (1931), Wyatt Earp, frontier marshal. Prima biografia autorizzata di Wyatt Earp, basata su di un'intervista rilasciata a Lake da Earp nel 1928. Il volume raccoglie anche i testi dell'autobiografia che Earp dettò nel 1926 a John H. Flood.
- (Marcus, Josephine) (1998), I Married Wyatt Earp: The Recollections of Josephine Sarah Marcus Earp, ed. Glenn G. Boyer, University of Arizona Press, ISBN 0-8165-0583-7. Le memorie della moglie di Wyatt Earp, Josephine Marcus.
- Turner, Alford E. (1981), The O.K. Corral inquest, College Station (Texas), ISBN 0-932702-16-3. Il volume raccoglie i documenti originali del processo condotto dal giudice di pace Spicer, analizzati ed annotati dell'autore Turner. Viene considerata la più autorevole fonte di informazioni sugli Earp.

### Studi
- Gatto, Steve (2002), Johnny Ringo, Lansing, ISBN 0-9720910-1-7.
- Gatto, Steve (2000), The Real Wyatt Earp: A Documentary Biography, Silver City, ISBN 0-944383-50-5.
- Barra, Allen (1998), Inventing Wyatt Earp: His Life and Many Legends, New York, ISBN 0-7867-0685-6.
- Tefertiller, Casey (1997), Wyatt Earp: The Life Behind the Legend, New York, ISBN 0-471-18967-7.
- McCool, Grace (1990), GUNSMOKE: The True Story of Old Tombstone, Tucson, ISBN 0-918080-52-5.
- Marks, Paula Mitchell (1989), And Die in the West: the story of the O.K. Corral gunfight, New York, ISBN 0-671-70614-4.
- Burrows, Jack (1987), John Ringo: The Gunfighter Who Never Was, Tucson, ISBN 0-8165-0975-1.